# Kulm (Saalfeld)
Der Kulm ist ein 481,9 m ü. NHN hoher Berg bei Saalfeld in Thüringen. Er liegt östlich des Saaletals auf der Westspitze des „Saale-Knies“ und ist der Hausberg der Städte Saalfeld und Rudolstadt. Vom Kulm bietet sich ein Rundblick über die Täler von Saale und Rinne, die Orlasenke, das Thüringer Schiefergebirge sowie die Ilm-Saale-Platte. Beim Kulm befinden sich die Dörfer Schloßkulm und Dorfkulm, die zur Gemeinde Uhlstädt-Kirchhasel bzw. Unterwellenborn gehören.

## Türme
Der Aussichtsturm auf dem Kulm, der 20 Meter hohe Kulmturm, ist einer der ältesten Stahlfachwerktürme in Deutschland. Der denkmalgeschützte Turm wurde 1884 von der Königin Marienhütte errichtet. Nach umfassender Sanierung kann seit 2012 die 18 Meter hohe Aussichtsplattform, die genau auf 500 m ü. NHN Höhe liegt, wieder bestiegen werden.
Der Sendeturm auf dem Kulm, ein 78,8 Meter hoher, freistehender Stahlfachwerkturm, wurde 1974 erbaut. Seit dem 1. Juli 2008 erfolgt die Ausstrahlung von DVB-T.
→ Hauptartikel Sender Saalfeld